# Черкесов, Виталий Иванович
Вита́лий Ива́нович Черке́сов (3(16) авг. 1906—1997) — советский философ. Член КПСС с 1939. Доктор философских наук (1961, диссертация «Материалистическая диалектика как логика и теория познания»), профессор.

## Биография
Родился на хуторе Шарапинском Арженовского района Донской области. Окончил Московский государственный педагогический институт (1929). С 1939 г. аспирант Института философии АН (ИФАН) СССР. В июне 1941 г. добровольцем вступил в дивизию народного ополчения. В годы войны служил политработником. С июля 1945 г. начальник отдела бюро информации СВАГ. В сентябре 1947 г. восстановлен в аспирантуре ИФАН. В марте 1949 г. защитил диссертацию на соискание учёной степени кандидата философских наук. С мая 1949 г. младший научный сотрудник ИФАН. В 1948-67 гг. работал на филос. фак-те МГУ. В ноябре 1949 г. назначен заведующим кафедрой логики философского факультета МГУ. С 1967 г. в Университете дружбы народов им. П. Лумумбы и Высшей школе профсоюзного движения. Награждён орденами Красной Звезды, Отечественной войны II степени, медалями «За боевые заслуги», «За победу над Германией в Великой Отечественной войне 1941—1945 гг.», «За взятие Кенигсберга».